# Mandalay (gedicht)
Mandalay is een bekend gedicht, geschreven door Rudyard Kipling. Het werd voor het eerst gepubliceerd in 1892, in de collectie Barrack Room Ballads
Mandalay was de hoofdstad van Birma, een Britse kolonie van 1885 tot 1947.

## Muziek
Kiplings tekst werd gebruikt voor het nummer On the Road to Mandalay van Oley Speaks, welke bekendheid kreeg in de versie van Frank Sinatra op diens album Come Fly with Me. In het nummer komen alleen het eerste en het laatste couplet terug, met het refrein.